# Hans Stavnsager
Hans Stavnsager (født 24. november 1963) er fra 2018 borgmester i Faaborg-Midtfyn Kommune. Han er tidligere generalsekretær for Dansk Ungdoms Fællesråd og folketingskandidat for Socialdemokraterne opstillet i Faaborgkredsen.
Stavnsager er bosiddende i Faaborg, hvor han driver et kommunikationsfirma. Derudover er han honorær konsul for Albanien.